# Деревня острова Мантсинсаари
Дере́вня о́строва Ма́нтсинса́ари (карел. Mančinsuari, фин. Mantsinsaari) — населённый пункт в Питкярантском районе Республики Карелия России. Входил в состав упразднённого в 2023 году Салминского сельского поселения.

## Общие сведения
Расположена в северо-восточной части острова Мантсинсаари в Ладожском озере.

## Население
| 2002 | 2009 | 2010 | 2013 |
| ---- | ---- | ---- | ---- |
| 1    | →1   | ↗2   | ↘1   |